# Olympische Sommerspiele 1972/Teilnehmer (Malta)
| Gelbes Symbol für Goldmedaillen mit stilisierten Olympischen Ringen | Graues Symbol für Silbermedaillen mit stilisierten Olympischen Ringen | Braundes Symbol für Bronzemedaillen mit stilisierten Olympischen Ringen |
| ------------------------------------------------------------------- | --------------------------------------------------------------------- | ----------------------------------------------------------------------- |
| —                                                                   | —                                                                     | —                                                                       |

Malta nahm an den Olympischen Sommerspielen 1972 in München mit einer Delegation von fünf Sportlern (allesamt Männer) teil. Diese traten in zwei Sportarten bei zwei Wettbewerben an. Der Sportschütze Joseph Grech wurde als Fahnenträger zur Eröffnungsfeier ausgewählt.

## Teilnehmer nach Sportarten

### Radsport

#### Straße
- Louis Bezzina
Mannschaftszeitfahren (100 km): 31. Platz

- John Magri
Mannschaftszeitfahren (100 km): 31. Platz

- Joseph Said
Mannschaftszeitfahren (100 km): 31. Platz

- Alfred Tonna
Mannschaftszeitfahren (100 km): 31. Platz

### Schießen
- Joseph Grech
Skeet: 55. Platz